# 干野宜大
タカヒロ・ホシノ（干野宜大、Takahiro Hoshino、1969年 - ）は、日本のクラシック音楽のピアニスト、ピアノ准教授、ピアノ指導者。

## 略歴
北海道砂川市出身。4歳よりピアノをはじめる。13歳からは、オーストリアのザルツブルク・モーツァルテウム芸術大学が主催する、国際夏期講習で3年間にわたり専門教育を受け、ガラコンサートで演奏するほどの優秀な成績を収めた。1988年、桐朋女子高等学校音楽科卒業。1992年、桐朋学園大学音楽科
音楽学士、同大学音楽学部研究科修了。その後、ハンガリー政府給費留学生に採用され、2001年、同国・リスト音楽院修了。
帰国後の2004年、初のアルバム『リスト-シューベルト』をリリース。「レコード芸術」「音楽現代」などの音楽誌で好評価を得る。これまでに河原裕康、宮澤功行、松岡貞子、田崎悦子、ジョルジュ・ナードル、ラドシュ・フェレンツ、ヴィンツェンツォ・バルツァーニ、エリック・ハイドシェックに師事。2018年、干野宜大からタカヒロ ・ホシノにアーティスト名を変更。現在は演奏活動のかたわら、ピアノ教育者として国内外にわたる後進の指導育成に努めている。
学校法人上野学園大学音楽学部ピアノ科准教授、学校法人東成学園昭和音楽大学ピアノ科講師、同短期大学ピアノ科非常勤講師、札幌コンセルヴァトワール客員講師、Euro Music Festival and Academy、Talent Summer Courses,Italy/Brescia招聘教授。一般社団法人日本芸術連盟代表理事。FIERTÉ及びFIERTÉ Piano Academyを設立、代表を務める。JCPC日本室内楽ピアノコンクール主宰。T＆Kクラシックス タカギクラヴィア(株)グループ専属アーティスト。2023年12月からはアメリカ最大手の音楽事務所PRICE ATTRACTIONSと専属契約を結ぶ。

## 受賞歴
- 全日本学生音楽コンクール北海道大会小学生の部第1位
- 全日本学生音楽コンクール東京大会小学生の部第3位
- 第20回家永音楽事務所ピアノオーディション最高位
- 日墺文化協会主催オーディション第1位
- 北海道国際音楽交流協会海外派遣HIMESコンクール第2位
- 1995年マリア・カナルス・バルセロナ国際音楽演奏コンクールピアノ部門・特別賞
- 1996年ヴィオッティ・ヴァルセージア国際コンクールピアノ部門第2位
- 1997年カントゥ市国際ピアノ協奏曲コンクール古典派協奏曲部門第1位及び聴衆賞
- 1998年マスタープレーヤーズ大賞国際コンクール スイス/ルガーノ マスタープレーヤーズ大賞
- 1998年5つの竪琴賞 ハンガリー/ブダペスト 5Liras Grand Prize 5つの竪琴大賞
- 1999年トルネオ国際音楽トーナメント(TIM)ピアノ部門,ローマ賞
- 2021年メディチ国際音楽コンクール2021/イギリス,ロンドン プロフェッショナル部門（25歳以上年齢制限無し）第2位
- 2021年第4回モスクワ国際音楽コンクール/ロシア,モスクワ プロフェッショナル部門第1位及び特別賞
- 2021年21st Century Talents Music Competition アダルト部門,カナダ/オタワ 第1位
- 2021年ロイヤル・サウンド国際音楽コンクール プロフェッショナル部門（18歳以上年齢制限無し）Grand Prize 大賞
- 2021年グランドマエストロ国際音楽コンクール第1位,プラチナ賞 カナダ/モントリオール
- 2021年ロッキー・マウンテン国際ピアノコンクール大賞, Professional Category, カナダ/モントリオール
- 2021年レッド・メープル国際音楽コンクール大賞, カナダ/トロント
- 2021年音楽とスター -世界の輝くスター賞- ピアノプロフェッショナル部門銀メダル
- 2021年ワールド・クラシック音楽賞古典派部門 金賞, Luxemburg
- 2021年ワールド・クラシック音楽賞ロマン派部門 金賞,Luxemburg
- 2021年ピアニストの為のオンライン国際コンクール第3位, ポーランド/ブロツワフ
- 2021年クララ・シューマン国際音楽コンクール第3位, ベルギー/ブリュッセル
- 2021年トリニティ国際音楽コンクール第1位,プラチナ賞[注釈 2]
- 2022年第2回カナディアン国際音楽コンクール第1位絶対一等賞,プラチナ賞
- 2022年ティジアーノ・ロセッティ国際音楽コンクール第1位,キャリア・プロジェクト賞
- 2022年第10回プロ・ピアノ国際コンクール第2位Copenhagen,Barcelona
- 2022年ユーロ・エリート国際音楽コンクール第1位, プラチナ賞
- 2022年グランド・ヴィルトーゾ国際音楽賞ウィーン大会第1位
- 2022年グランド・ヴィルトーゾ国際音楽賞ロンドン大会第1位
- 2022年ロンドン・クラシック音楽賞第3位/ロンドン[5]。
- 2022年エクセレンス・ピアノアワード 銀メダル（一位無し）,最優秀F.リスト賞
- 2022年グランド・メトロポリタン国際音楽コンクール プラチナメダル,第1位
- 2022年ケベック国際音楽コンクール プロフェッショナル部門年齢制限無し プラチナ賞,第1位
- 2022年第2回北アメリカ・ヴィルトーゾ国際音楽コンクール, USA プラチナ賞、絶対1等賞
- 2022年ロンドン国際音楽コンクール, イギリス/ロンドン, 第2位
- 2022年第2回メディチ国際音楽コンクール[7] プロフェッショナル部門, イギリス/ロンドン 第2位
- 2022年カルロス&ソフィア国際ピアノコンクール[8]ヴィクトリーアワード シルバーハンズ, スペイン/バルセロナ（第2位）並びにベスト・パフォーマンス F.リスト賞
- 2022年第2回グローバル国際音楽コンクール[9]カナダ/モントリオール, コンサート・パフォーマンス/プロフェッショナル部門, プラチナ賞, 第1位
- 2022年アマデウス国際音楽コンクール,オーストリア/ザルツブルク, 銀賞, 第2位
- 2022年国際BTVNウィーンコンクール,オーストリア/ウィーン, 第3位
- 2022年大賞ヴィルトーゾ国際コンクール[10],パリ,第1位
- 2022年バーミンガム国際音楽コンクール プロフェッショナル部門[11], イギリス/バーミンガム, 第3位
- 2022年第2回クララ・シューマン国際音楽コンクール[12], ベルギー/ブリュッセル, 第1位
- 2022年エウテルペ国際音楽賞[13]プロフェッショナル部門, ドイツ/ベルリン, 銀賞, 第2位
- 2022年ファニー・メンデルスゾーン国際コンクール[14], プロフェッショナル ピアノ部門, 第2位
- 2022年モーツァルトコンクール[15]・ウィーンオーストリア/ウィーン 第1位
- 2022年第2回ロンドン・クラシカル国際音楽コンクール[16][17], プロフェッショナル部門, イギリス/ロンドン, 第2位
- 2023年英国音楽コンクール[18], イギリス 大賞, 絶対1等賞, Fantastic Technique特別賞
- 2023年ヴィルトーゾ国際音楽賞ロンドン, イギリス / ロンドン, 金賞
- 2023年アメリカン国際音楽コンクール[19]クリーブランド, プロフェッショナル部門, 第2位
- 2023年ニューヨーク・クラシカル国際音楽コンクール[20]プロフェッショナル部門  第1位
- 2023年第2回ロンドン音楽コンクール[21],プロフェッショナル部門,イギリス/ロンドン 第2位
- 2023年バーゼル国際ピアノコンクール[22], プロフェッショナル部門, 第1位, 特別審査員賞
- 2023年BTHVNウィーン国際音楽コンクール[23], カテゴリーA プロフェッショナル部門第2位
- 2023年バーミンガム国際音楽コンクール[24]（イギリス） ピアノ部門 プロフェッショナルカテゴリー,  第1位
- 2023年ロイヤル・マース国際音楽コンクール[25], F Category, Professional部門, 第1位

## ディスコグラフィー
- リスト-シューベルト（2004年5月19日、アウローラ・クラシカル[26]）
- 熱情・クライスレリアーナ（2007年10月24日、アウローラ・クラシカル[27]）レコード芸術特選盤
- リストI「内なる深淵との対峙」（2012年5月23日、オクタヴィアレコード[28]）レコード芸術準特選品
- 「PASSION」ベートーヴェン三大表題ソナタ 悲愴 月光 熱情 レコード芸術準特選品
- 「STORY」〜TAKAHIRO HOSHINO BEST SELECTIONS〜レコード芸術準特選品
- 「FANTASIE」TAKAHIRO HOSHINO Plays F.CHOPINバラード全四曲、ポロネーズ「幻想」他

## 掲載誌
- 「INTERVIEW 若手ズーム・アップ 干野宜大さん ピアニスト」『レッスンの友 : ピアノ音楽誌 38巻10号 = 445号』レッスンの友社、2000年10月。
- 「[Interview]タカヒロ・ホシノ― ホロヴィッツが愛したピアノで奏でるコンサート（上田弘子）」『音楽の友 2021年11月号[29]』音楽之友社、2021年11月。
- 公益社団法人 日本演奏連盟 演奏年鑑2022 音楽界展望（ピアノ／真嶋雄大）[30]